# Pardosa proxima
Pardosa proxima es una especie de araña araneomorfa del género Pardosa, familia Lycosidae. Fue descrita científicamente por C. L. Koch en 1847.
Habita en Macaronesia, norte de África, Europa, Cáucaso, Rusia (Europa al Lejano Oriente), Kazajistán, Irán, Asia Central y China.